# 블라디미르 베르나츠키
블라디미르 이바노비치 베르나츠키(러시아어: Влади́мир Ива́нович Верна́дский, 우크라이나어: Володи́мир Іва́нович Верна́дський 볼로디미르 이바노비치 베르나즈키[*], 1863년 2월 28일 - 1945년 1월 6일)는 러시아 제국 - 소련의 광물학자이자 지구화학자으로, 우크라이나 과학 아카데미의 창립자이다. 그의 정신권의 개념은 러시아 우주주의에 중요한 역할을 했다. 1926년의 유명한 저서 'The Biosphere'에서 생명이 지구을 형성하는 지질학적 힘이라는 가설에 1885년에 에두아르드 쥐스가 제창한 생물권 (biosphere)이라는 용어를 잘못 사용하여 그것을 전파했다. 그는 또한 지구화학, 생물지구화학, 방사능 연대 측정 등 새로운 학문 분야의 창시자이기도 하다. 1943년 스탈린상을 수상한다.

## 경력
베르나츠키는 1885년, 국립 상트페테르부르크 대학교 졸업. 러시아의 마지막 광물 학자가 1887년에 죽고 토양학에게 바실리 도쿠차예프와 지질학자 알렉세이 파블로프가 광물학을 가르치고 있던 것도 있고, 베르나츠키는 광물학의 길을 걷는 것을 결심했다. 1888년 6월 20일 그는 스위스에서 아내 나타샤 앞으로 다음과 같은 편지를 보내고 있다:
…부응할 의문도 가지지 않고 계획없이 단순히 사실을 수집하는 것만으로는 재미 없다. 그러나 지구상에서는 다양한 장소, 다양한 시점에서 화학 반응이 일어나고 있다. 개별 화학 반응이 왜 일어 났는지는 알고 있더라도 전체적으로 지구가 어떤 하늘의 섭리에 의해 변화하고 있다고 생각할 수도 있다. 내가 추구하는 것으로, 화학 원소의 복잡도와 그 발생의 규칙성을 발견 할 수 있는 것은 아닐까 생각하고 있다…
논문의 주제를 결정하려 하고 있었을 때, 그는 크리스탈 학자인 칸젤 스카츠키의 가르침을 받기 위해 나폴리를 찾았다. 그러나 스캇키는 이미 고령으로 망령하고 있었기에, 베르나츠키는 독일에 가서 광물학자인 폴 하인리히 폰 그 로트를 찾았다. 그래서 그는 결정의 광학 특성·열 특성·탄성·성·전기적 특성을 연구하는 최신식 기계의 사용법을 배우고, 동시에 결정화 연구원 존케 연구실도 사용하게 해 달라고 했다.
베르나츠키는 먼저 정신권의 개념을 일반화한 다음 생물권의 생각을 오늘 과학계에 알려진 것과 같은 의미로 확대 심화했다. 생물권이라는 용어는 오스트리아의 지질학자 에두아르드 쥐스의 합성어이며, 베르나츠키는 1911년에 그와 만나고있다.
베르나츠키 지구 발달의 가설은 정신권 지구 발달 과정의 3단계이며, 그 이전에 "지구권"과 "생물권"이 있었다. 생명의 출현이 지구권의 전환을 가져 인간의 인식의 출현이 생물권에서 정신권으로의 전환을 가져왔다. 그의 이론은 생명과 인식의 원리는 지구에서 진화의 기본적인 특징이며, 지구는 처음부터 그 맹아가 숨어 있었다고 한다. 이와는 대조적으로 찰스 다윈의 자연 선택에서 개별 종에 주목하고 전체를 포함하는 원리가 있다고 생각하지 않는다.
베르나츠키의 생각은 서쪽에서 널리 받아 들여진 것은 아니다. 그러나 그는 대기의 산소 / 질소 / 이산화탄소가 생물 활동에 의해 태어난 것을 인식한 최초의 과학자 중 한 명이었다. 1920년대 그는 생명체가 다른 어떤 물리적 힘처럼 행성을 변모시키는 힘을 가지고 있다고 수많은 논문 등에서 주장했다. 베르나츠키는 그런 의미에서 환경 과학의 과학적 토대를 마련 인물 중 하나라고 할 수 있다.
입헌민주당 (생도)의 중앙 위원이며, 1917년 제3차 임시 정부 (차 연립 정부)에서 문부 차관이 된 적도 있다. 그 후, 1918년 베르나츠키는 키예프에 우크라이나 과학 아카데미를 창설하고 초대 대표가 되었다. 그리고 크림반도의 타브리다 국립 대학교와 함께 했다. 러시아 내전 때 그는 젊고 우수한 인재들을 모아 그 후 유라시아주의 운동을 전개했다. 모스크바와 크림반도의 타브리다 국립 대학교에는 그의 이름을 딴 거리가 있다.
1930년대 후반부터 1940년대 초반 베르나츠키는 소련의 원자 폭탄 프로젝트의 초기 고문을 맡았다. 그는 원자 에너지의 이용을 주장하고 소련의 우라늄 매장량 조사, 핵분열의 연구 등을 자신의 우라늄 연구소에서 실시했다. 그러나 프로젝트 중반에 그는 사망했다.

## 개인
베르나츠키 아들 게오르게 베르나츠키 (영어:  George Vernadsky)는 미국에 망명해, 중세 러시아의 역사, 중세 우크라이나의 역사, 현대 러시아 역사 등의 책을 여러 출판했다.

## 주요 저작
- Geochemistry, 1924년 러시아어로 출판
- The Biosphere, 1926년 러시아어로 출판, 영어로의 번역은:
  - Oracle, AZ, Synergetic Press, 1986, ISBN 0-907791-11-5, 86pp.
  - tr. David B. Langmuir, New York, Copernicus, 1998, ISBN 0-387-98268-X, 192pp.
- Essays on Geochemistry & the Biosphere, tr. Olga Barash, Santa Fe, NM, Synergetic Press, ISBN 0-907791-36-0, 2006

### 일기
- Dnevniki 1917-1921: oktyabr 1917-yanvar 1920 (Diaries 1917-1921), Kiev, Naukova dumka, 1994, ISBN 5-12-004641-X, 269pp.
- Dnevniki. Mart 1921-avgust 1925 (Diaries 1921-1925), Moscow, Nauka, 1998, ISBN 5-02-004422-9, 213pp.
- Dnevniki 1926-1934 (Diaries 1926-1934), Moscow, Nauka, 2001, ISBN 5-02-004409-1, 455pp.
- Dnevniki 1935-1941 v dvukh knigakh. Kniga 1, 1935-1938 (Diaries 1935-1941 in two volumes. Volume 1, 1935-1938), Moscow, Nauka, 2006,ISBN 5-02-033831-1,444pp.
- Dnevniki 1935-1941 v dvukh knigakh. Kniga 2, 1939-1941 (Diaries 1935-1941. Volume 2, 1939-1941), Moscow, Nauka, 2006, ISBN 5-02-033832-X, 295pp.

## 같이 보기
- 가이아 이론

## 참고 문헌
- "Science and Russian Cultures in an Age of Revolutions" ISBN 0-253-31123-3